# رومان بيلينجيه
رومان بيلينجيه (بالفرنسية: Romain Bellenger)‏ ولد بتاريخ 18 يناير 1894 في باريس، وتوفي في 25 نوفمبر 1981 في فرنسا، كان دراج فرنسي في صنف سباق الدراجات على الطريق.

## سجل النتائج

### سباقات أو مراحل فاز بها
- طواف فرنسا

## وصلات خارجية
- الموقع الرسمي

## روابط خارجية
- رومان بيلينجيه على موقع أرشيف الدراجات (الإنجليزية)
- رومان بيلينجيه على موقع إحصائيات الدراجات الإحترافية (الإنجليزية)
- رومان بيلينجيه على موقع CycleBase (الإنجليزية)